# Evipe (mitología)
En la mitología griega Evipe o Evipa (en griego Εὐίππη, Euíppē, esto es, «buena yegua») es un sustantivo propio femenino que corresponde a diferentes versiones según cada autor.
- Una de las Danaides e hija de una ninfa hamadríade, desposada con el Egíptida Argío.[1]
- Otra de las Danaides, hija de la náyade Polixo.[1] Desposó al Egíptida Agénor.[2]
- Una de las tres hijas de Leucón.[3] El río Cefiso, que fluye por la Fócide, se unió a Evipe y engendró a Eteocles de Orcómeno.[4]
- Una hija de Quirón, también llamada Hipe, y que se cuenta entre las estrellas.[5]
- Evipe de Peonia, consorte de Piero y madre de las nueve Piérides.[6]
- Una hija de Tirimante, que le alumbró a Odiseo un hijo, Euríalo o Leontofrón, que más tarde mataría a su propio padre por error.[7]
- Hija de Dauno, rey de un pueblo de Italia. Era amada por Aleno, el hermanastro de Diomedes.[8]
- La madre de Meríones por Molo;[9] Higino la denomina con un nombre corrupto, Melfis o Mélfide.[10]